# Championnat de Chypre de football 1952-1953
Navigation
Saison précédente Saison suivante
La saison 1952-1953 du Championnat de Chypre de football était la 16e édition officielle du championnat de première division à Chypre. Les huit meilleurs clubs du pays se retrouvent au sein d'une poule unique, la Cypriot First Division, où ils s'affrontent deux fois, à domicile et à l'extérieur.
C'est l'AEL Limassol qui remporte le titre en terminant en tête du championnat. C'est le 3e titre national de son histoire.

## Les 8 clubs participants
| - APOEL Nicosie - Çetinkaya Türk SK - AEL Limassol - Olympiakos Nicosie | - AYMA Nicosie - EPA Larnaca - Pezoporikos Larnaca - Anorthosis Famagouste |

## Compétition

### Classement
Le barème utilisé pour établir le classement est le suivant :
- Victoire : 2 points
- Match nul : 1 point
- Défaite : 0 point

| Rang | Équipe                | Pts | J  | G  | N | P  | Bp | Bc | Diff |
| ---- | --------------------- | --- | -- | -- | - | -- | -- | -- | ---- |
| 1    | AEL Limassol          | 23  | 14 | 11 | 1 | 2  | 43 | 23 | +20  |
| 2    | Pezoporikos Larnaca   | 21  | 14 | 9  | 3 | 2  | 33 | 16 | +17  |
| 3    | APOEL Nicosie T       | 17  | 14 | 6  | 5 | 3  | 33 | 25 | +8   |
| 4    | Çetinkaya Türk SK     | 15  | 14 | 6  | 3 | 5  | 27 | 23 | +4   |
| 5    | Anorthosis Famagouste | 12  | 14 | 4  | 4 | 6  | 30 | 31 | -1   |
| 6    | EPA Larnaca C         | 12  | 14 | 5  | 2 | 7  | 21 | 25 | -4   |
| 7    | Olympiakos Nicosie    | 8   | 14 | 3  | 2 | 9  | 20 | 40 | -20  |
| 8    | AYMA Nicosie          | 4   | 14 | 0  | 4 | 10 | 20 | 44 | -24  |

|  | Vainqueur du championnat de Chypre 1952-1953                                           |
|  | T : Tenant du titre C : Vainqueur de la Coupe de Chypre P : Promu de deuxième division |

## Bilan de la saison
| Championnat de Chypre de football 1952-1953 |                         |
| Champion                                    | AEL Limassol (3e titre) |
| Coupes et trophées                          |                         |
| Vainqueur de la Coupe de Chypre 1952-1953   | EPA Larnaca             |
| Promotions et relégations                   |                         |
| Promus en Cypriot First Division            | Aucun                   |
| Relégués en Cypriot Second Division         | Aucun                   |